# Oleh Blahoj
Oleh Mykolajowytsch Blahoj (ukrainisch Олег Миколайович Благой, russisch Олег Николаевич Благой/Oleg Nikolajewitsch Blagoi; * 4. Dezember 1979 in Kiew, Ukrainische SSR, Sowjetunion) ist ein ehemaliger ukrainischer Eishockeyspieler, der einen Großteil seiner Karriere beim HK Sokil Kiew in der ukrainischen Eishockeyliga spielte.

## Karriere
Oleh Blahoj begann seine Karriere als Eishockeyspieler in der Jugendabteilung des HK Sokil Kiew, für den er bereits als 16-Jähriger in der East European Hockey League spielte. Auch in der Folge spielte er hauptsächlich für den HK Sokil, mit dem er 1999 die East European Hockey League gewann und 2003, 2004 und 2005 Ukrainischer Meister wurde. Aber auch für andere Kiewer Vereine war er erfolgreich. So wurde er mit dem HK Berkut Kiew 2002, mit dem HK ATEK Kiew 2007 und 2015 sowie mit dem HK Kompanjon-Naftohas Kiew 2014 ebenfalls ukrainischer Landesmeister. Dazu spielte er mit Sokil aber auch mit verschiedenen belarussischen Clubs auch in der belarussischen Extraliga. Mit Sokil Kiew spielte er 2007/08 zudem in der russischen Wysschaja Liga, der dortigen zweithöchsten Spielklasse. Nachdem er die Spielzeit 2015/16 in Rumänien verbracht hatte, kehrte er in die Ukraine zurück und ließ seine Karriere beim HK Bilyj Bars Bila Zerkwa ausklingen.

### International
Für die Ukraine nahm Blahoj im Juniorenbereich an der U18-B-Europameisterschaft 1996 und der U18-A-Europameisterschaft 1997 sowie der U20-B-Weltmeisterschaft 1999 teil.
Im Seniorenbereich stand er im Aufgebot seines Landes bei den Weltmeisterschaften der Top-Division 2007 sowie der Division I 2008, 2009 und 2010 teil. Zudem vertrat er seine Farben beim Qualifikationsturnier zu den Olympischen Winterspielen 2010 in Vancouver, bei denen sich die Ukrainer jedoch nicht für die Spiele qualifizieren konnten.

## Erfolge und Auszeichnungen
- 1996 Aufstieg in die A-Gruppe bei der U18-B-Europameisterschaft
- 1999 Aufstieg in die A-Gruppe bei der U20-B-Weltmeisterschaft
- 1999 Gewinn der East European Hockey League mit dem HK Sokil Kiew
- 2002 Ukrainischer Meister mit dem HK Berkut Kiew
- 2003 Ukrainischer Meister mit dem HK Sokil Kiew
- 2004 Ukrainischer Meister mit dem HK Sokil Kiew
- 2005 Ukrainischer Meister mit dem HK Sokil Kiew
- 2007 Ukrainischer Meister mit dem HK ATEK Kiew
- 2014 Ukrainischer Meister mit dem HK Kompanjon-Naftohas Kiew
- 2015 Ukrainischer Meister mit dem HK ATEK Kiew

## Extraliga-Statistik
(Stand: Ende der Saison 2010/11)